# Mitchella (botanica)
Mitchella L. è un genere di piante della famiglia delle Rubiaceae.

## Tassonomia
Comprende le seguenti specie:
- Mitchella repens L.
- Mitchella undulata Siebold & Zucc.